# Michel Bourdon
Pour les articles homonymes, voir Bourdon.
Michel Bourdon (19 septembre 1943 à Montréal - 29 novembre 2004 à Montréal à l'âge de 61 ans) est un homme politique québécois. Il a été le député péquiste de Pointe-aux-Trembles de 1989 à 1996. Il avait été un militant actif de la CSN et un journaliste de Radio-Canada. Atteint de sclérose en plaques, il se retira au CHSLD Saint-Charles-Borromée pendant 10 ans jusqu'à son décès.